# Abbaye de la Charité-lès-Lézines
L’abbaye de la Charité-lès-Lézinnes (Caritas) est une ancienne abbaye cistercienne située à Lézinnes dans le département de l'Yonne et la région de Bourgogne-Franche-Comté.

## Histoire

### Fondation
L’abbaye est fondée en 1184 comme communauté de moniales par Guillaume Ier, seigneur de Lézinnes, sur la rive gauche de l'Armançon. A la demande de Robert de Torote, évêque de Langres, elle se rattache en 1237 à l’abbaye de Clairvaux et  prospère grâce aux nombreuses donations de la noblesse locale : Guillaume de Lézinnes, Bernard de Montbard, seigneur d'Époisses et des comtesse Mathilde et Marguerite de Tonnerre.

### Monastère masculin
En 1422 l'abbé de Clairvaux demande au Chapitre général la transformation de l'abbaye en monastère d'hommes. L'établissement qui avait passé la guerre de Cent-Ans sans encombre est affecté par les guerres de religion et incendiée en 1568 par Mongommery, chef huguenot. Reconstruite elle est vendue comme bien national à la Révolution.

## Architecture et description
L'abbaye est vendue en 1791. Au cours du XIXe siècle, les bâtiments sont détruits et leurs pierres sont remployées dans de nombreuses constructions alentour. Seuls subsistent un cellier souterrain et un colombier.

## Filiation et dépendances
La Charité-lès-Lézines est fille de l'abbaye de Clairvaux. Elle dispose d'un temporel s'étendant de Noyers à l'ouest à Vevres au sud.